# Championnat d'Ouganda de football 1989
Navigation
Saison 1987 Édition suivante
La saison 1989 du Championnat d'Ouganda de football est la vingtième édition du championnat de première division ougandais. Douze clubs ougandais prennent part au championnat organisé par la fédération. Les équipes rencontrent deux fois leurs adversaires, à domicile et à l'extérieur. En fin de saison, le dernier du classement est relégué et il n'y a pas de promotion.
C'est le triple tenant du titre, Villa SC, qui remporte à nouveau la compétition cette saison après avoir terminé en tête du classement final, avec un seul point d'avance sur Express FC. C'est le sixième titre de champion d'Ouganda de l'histoire du club, qui réussit un nouveau doublé après avoir battu son dauphin lors de la finale de la Coupe d'Ouganda.

## Participants
- Spears Motors FC
- Nile Breweries FC
- Villa SC
- Kampala City Council
- Nsambya Old Timers FC
- Mbale Heroes - Promu de D2
- Express FC
- Coffee SC
- Airlines FC
- Bank of Uganda FC
- BN United
- Resistance FC

## Compétition

### Classement
Le classement est établi sur le barème de points classique : victoire à 2 points, match nul à 1, défaite à 0.
| Rang | Équipe                | Pts | J  | G  | N  | P  | Bp | Bc | Diff |
| ---- | --------------------- | --- | -- | -- | -- | -- | -- | -- | ---- |
| 1    | Villa SC'T'C          | 36  | 22 | 16 | 4  | 2  | 47 | 10 | +37  |
| 2    | Express FC            | 35  | 22 | 14 | 7  | 1  | 37 | 21 | +16  |
| 3    | Kampala City Council  | 30  | 22 | 12 | 6  | 4  | 32 | 12 | +20  |
| 4    | Airlines FC           | 27  | 22 | 10 | 7  | 5  | 28 | 27 | +1   |
| 5    | Spears Motors FC      | 23  | 22 | 8  | 7  | 7  | 26 | 23 | +3   |
| 6    | Nsambya Old Timers FC | 20  | 22 | 7  | 6  | 9  | 24 | 25 | -1   |
| 7    | Nile Breweries FC     | 19  | 21 | 4  | 11 | 6  | 13 | 17 | -4   |
| 8    | Resistance FC         | 18  | 22 | 6  | 7  | 9  | 20 | 31 | -11  |
| 9    | Coffee SC             | 18  | 22 | 6  | 6  | 10 | 27 | 34 | -7   |
| 10   | Bank of Uganda FC     | 15  | 22 | 5  | 5  | 12 | 25 | 34 | -9   |
| 11   | BN United             | 15  | 21 | 4  | 7  | 10 | 20 | 30 | -10  |
| 12   | Mbale HeroesP         | 5   | 22 | 0  | 5  | 17 | 11 | 47 | -36  |

|  | Qualification pour la Coupe des clubs champions africains 1990          |
|  | Qualification pour la Coupe des Coupes 1990                             |
|  | Relégation en deuxième division                                         |
|  | T : Tenant du titre C : Vainqueur de la Coupe d'Ouganda P : Promu de D2 |

- Les matchs manquants n'ont apparemment jamais été disputés. La raison de la relégation de Bank of Uganda FC n'est pas connue.

## Bilan de la saison
| Championnat d'Ouganda de football 1989                             |                     |
| Champion                                                           | Villa SC (6e titre) |
| Coupes et trophées                                                 |                     |
| Vainqueur de la Coupe d'Ouganda 1989                               | Villa SC            |
| Qualifications continentales                                       |                     |
| Coupe des clubs champions africains 1990                           | Express FC          |
| Coupe d'Afrique des vainqueurs de coupe de football 1990           | Villa SC            |
| Coupe CECAFA des clubs 1990                                        | Non disputée        |
| Promotions et relégations                                          |                     |
| Promus en Championnat d'Ouganda de football                        | Uganda CI FC        |
| Relégués en Championnat d'Ouganda de football de deuxième division | Bank of Uganda FC   |
| Relégués en Championnat d'Ouganda de football de deuxième division | Mbale Heroes        |